# Tchapaïevsk
Tchapaïevsk (en russe : Чапаевск) est une ville de l'oblast de Samara, en Russie. Sa population s'élevait à 72 944 habitants en 2017.

## Géographie
Tchapaïevsk est située sur la rive droite de la rivière Tchapaïevka, un affluent de la Volga, à 41 km au sud-ouest de Samara et à 842 km au sud-est de Moscou.

## Histoire
La fondation de Tchapaïevsk remonte à 1909, lorsqu'un décret de Nicolas II ordonne la création à cet emplacement d'une usine d'explosifs. En 1927, la localité, nommée Troïtsk, devient la ville de Tchapaïevsk, renommée ainsi en l'honneur du fameux commandant de l'Armée rouge Vassili Tchapaïev.

## Population
La situation démographique de Tchapaïevsk s'est nettement dégradée au cours des années 1990. La ville a vu sa population diminuer de 24 pour cent depuis le recensement de 1989. En 2001, le solde naturel accusait un inquiétant déficit de 16 pour mille, avec un taux de natalité particulièrement faible (6,8 pour mille) et un taux de mortalité très élevé (22,8 pour mille).
Recensements (*) ou estimations de la population
| 1926*  | 1931   | 1939*  | 1959*  | 1970*  | 1979*  | 1989*  |
| ------ | ------ | ------ | ------ | ------ | ------ | ------ |
| 13 542 | 23 000 | 58 050 | 83 263 | 86 099 | 84 607 | 97 984 |

| 2002*  | 2010*  | 2013   | 2014   | 2015   | 2016   | 2017   |
| ------ | ------ | ------ | ------ | ------ | ------ | ------ |
| 73 912 | 72 692 | 72 372 | 72 407 | 72 815 | 72 933 | 72 944 |